# Kościół św. Jerzego i Wniebowzięcia Najświętszej Maryi Panny w Miasteczku Śląskim
Kościół św. Jerzego oraz Wniebowzięcia Najświętszej Maryi Panny – zabytkowy kościół katolicki znajdujący się w Miasteczku Śląskim. Jest kościołem filialnym w dekanacie żyglińskim w diecezji gliwickiej.
Świątynia znajduje się na szlaku architektury drewnianej województwa śląskiego. W pobliżu kościoła przebiega także Szlak Stulecia Turystyki.

## Historia
Kościół wybudowany został w 1666 r., konsekrowany 8 maja 1670 r. Do 1914 r. kościół przynależał do parafii w Żyglinie. W roku 1883 postawiono w kościele neogotycki ołtarz. Kościół był restaurowany w latach 1927 oraz 1955-56.
Stojąca obok kościoła dzwonnica powstała również w 1666 roku. Wkomponowana w ogrodzenie kościoła pełni równocześnie funkcję bramy. W ogrodzeniu znajduje się również kapliczka św. Jana Nepomucena z XVIII w. Wokół kościoła znajdował się cmentarz, czynny do 1815 r.

## Architektura

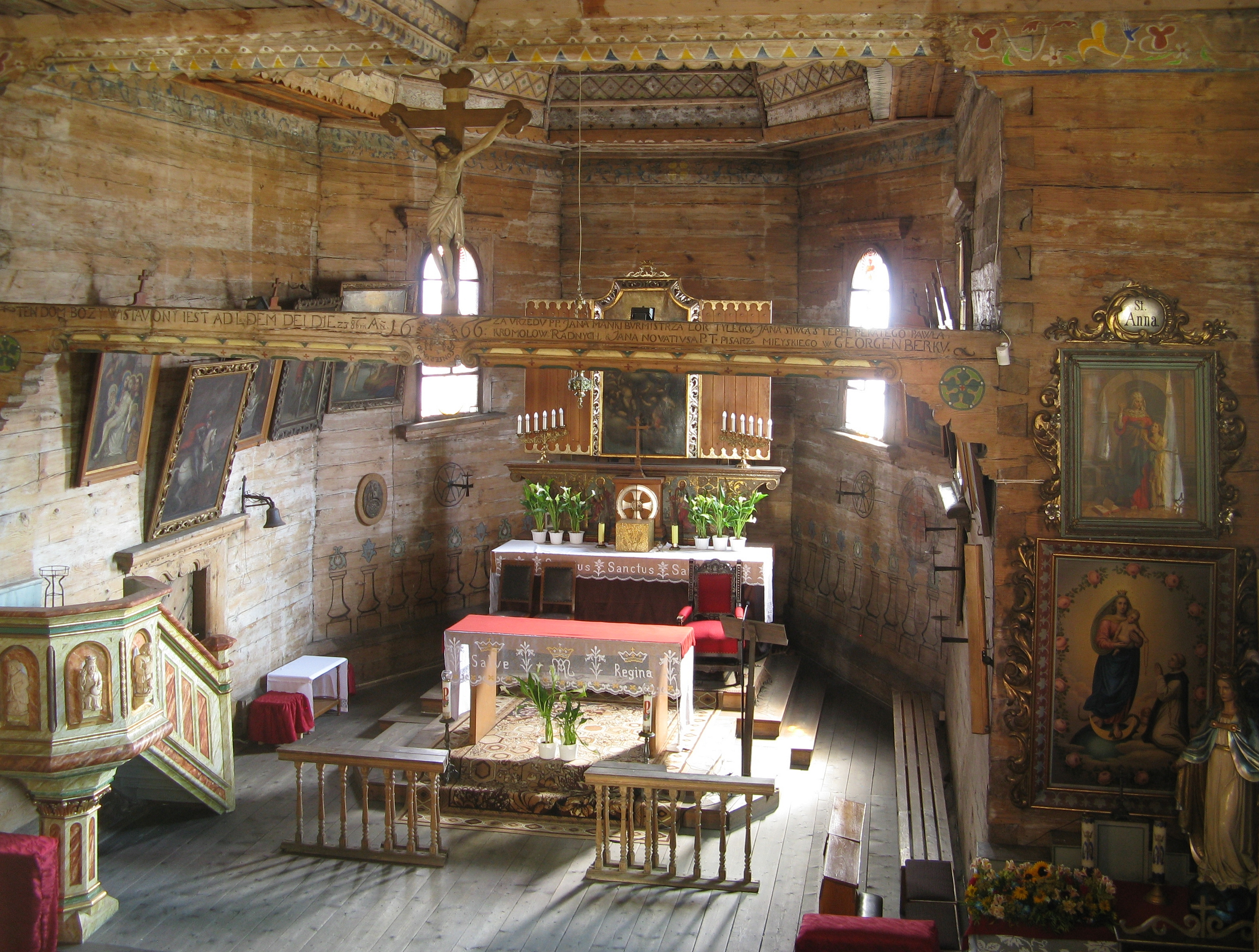
Wnętrze świątyni widziane z empory (2018)

Kościół jest zlokalizowany przy rynku, orientowany, drewniany, wybudowany w konstrukcji zrębowej, na podmurówce z kamienia. Nawa kościoła założona jest na rzucie zbliżonym do kwadratu, prezbiterium węższe, wydłużone, zamknięte trójbocznie. Od północnej strony prezbiterium znajduje się prostokątna zakrystia. Od zachodu do nawy dostawiona jest niewielka kruchta. Od zewnątrz kościół otoczony otwartymi sobotami.
Dachy gontowe, dwuspadowe, nad prezbiterium – wielospadowy, nad zakrystią – pulpitowy. W dachu nad nawą znajduje się wieżyczka na sygnaturkę z latarnią i gontowym hełmem.
Prezbiterium nakryte pozornym sklepieniem kolebkowym, nawa – płaskim stropem na krzyżujących się podciągach. Tęcza o wykroju prostokątnym, belka tęczowa wsparta na ozdobnych wspornikach, na niej wyryty jest rok budowy kościoła i nazwiska fundatorów:
„TEN DOM BOZY WYSTAVIONY IEST ADLauDEM DEI DIE 23 8[octo]bris AÑ. 1666: ZA URZEDV PP. JANA MANKI BVRMISTRZA
LOR TYLEGO, JANA SIWCA, STEPH PEKATEGO PAWLA KROMOLOW RADNYCH, JANA NOVATIVSA P.T. PISARZ. MIEYSKIEGO W GEORGENBERKV.”
W kościele zachowały się również inne napisy dotyczące budowy kościoła oraz zarazy z lat 1707–1708.
Dzwonnica wybudowana na rzucie kwadratu, drewniana, konstrukcji słupowej. Dach gontowy, namiotowy.

## Nowy kościół
Przy drewnianym kościele znajduje się murowany, neogotycki kościół parafialny Wniebowzięcia NMP wybudowany w latach 1905–1908 według projektu Oskara Hossfelda.